# Pcháč šedý
Pcháč šedý (Cirsium canum) je ostnatá plevelná rostlina s lodyhou vysokou od 70 do 140 cm kvetoucí fialovými květy.

## Rozšíření
Areál rozšíření zasahuje střední Evropu a sahá na východ až za Ural k Západosibiřské nížině. Izolovaně se vyskytuje v Albánii a na Kavkaze.

## Popis
Lodyha vyrůstá z hlavního vřetenovitého kořene s oddenky a je přímá, tuhá a povětšinou nevětvená, olistěná jen v dolní polovině, osténkatě křídlatá. Listy dužnaté, tenké a měkce ostnité s nevýraznou žilnatinou, tvarově proměnlivé, ale nejčastěji peřenosečné až celistvé, nejčastěji tvoří bazální růžici. Květy v úborech, jednotlivé, nachové se zákrovními listeny s tmavou špičkou a střechovitým poskládáním, květy trubkovité.
Plodem je pérovitě ochmýřená nažka.

## Ekologie
Je to vytrvalá rostlina, rostoucí na těžších půdách bohatých na živiny v nížinách a středních polohách. Typická rostlina vlhkých a střídavě vlhkých luk, na sušších loukách často v mokřejších příkopech. Toleruje zasolená stanoviště.
Kvete od června do září.

## Hybridizace
Je schopen vytvářet křížence s jinými druhy. Na území ČR byli nalezeni tito kříženci: Cirsium canum × palustre, Cirsium arvense × canum.